# Układ w Ryńsku (1655)
Układ w Ryńsku – sojusz obronny zawarty 12 listopada 1655 roku pomiędzy elektorem Brandenburgii i księciem pruskim Fryderykiem Wilhelmem I i szlachtą Prus Królewskich za zgodą króla Jana II Kazimierza w czasie potopu szwedzkiego. W myśl jego postanowień wojska brandenburskie miały obsadzić najważniejsze miasta tej prowincji z wyjątkiem Torunia, Elbląga i Gdańska w celu ich obrony przed wojskami szwedzkimi. Wypełnianie postanowień tego układu przerwało przejście elektora na stronę szwedzką 17 stycznia 1656 roku w Królewcu.